# 球形锐额蚤
球形锐额蚤（学名：Alonella globulosa）为盘肠蚤科锐额蚤属的动物。分布于斯里兰卡、印度尼西亚、拉丁美洲、北美洲、非洲东部以及中国大陆的广东、广西、浙江、湖北、云南等地，属于嗜暖性物种。其主要栖息于湖泊的港汊草丛中较多以及小的水坑。